# Дом Хлебникова
Не стоит путать с "Домом Хлебникова" в Можайске.
Памятник деревянной архитектуры «Жилой дом А. И. Хлебникова» — одноэтажное историческое здание, расположенное в Омске по адресу: ул. Почтовая, д. 27 / ул. Сажинская, д. 45.
Объект культурного наследия (памятник истории и культуры), находящийся на территории Омской области.

## История
Построен в 1903—1912 годах по проекту А. И. Хлебникова, который в 1887 году по подозрению в причастности к покушению на Императора Александра III был выслан в Восточную Сибирь и поселился в Омске. В Омске Хлебников получил известность как адвокат (затем — нотариус) и активный участник культурной жизни города. Здание имеет высокие оконные проемы с характерным для сибирских домов начала 20 века лучковым завершением. Дом оформлен резными гирляндами растительного орнамента с элементами модерна. 
Упоминается в одноимённой новелле Леонида Мартынова книги «Воздушные фрегаты». В здании во время проживания в нём А. И. Хлебникова неоднократно проводились литературно-музыкальные вечера, концерты. Дом посещали выдающиеся люди: музыканты — В. Шебалин, Д. Пантофель-Нечетская, ученый и поэт П. Л. Драверт, поэт Л. Н. Мартынов, художник Н. А. Мамонтов, адвокаты Кабалкины.
Долгое время здание принадлежало НПО «Мостовик», которое планировало отреставрировать его. Однако банкротство компании привело к продаже объекта. Последним законным владельцем здания был бывший омич Филипп Филиппов. 